# 美少年の恋
『美少年の恋』（原題：美少年之戀、英題：Bishonen）は、1998年制作の香港映画。
1999年の第8回東京国際レズビアン&ゲイ映画祭、および第15回東京国際ファンタスティック映画祭出品作。

## 概要
この映画には香港芸能界通にはうれしいいろいろなトリックが仕掛けられている。そのほとんどはヨン・ファンに対する友情からの「特別出演」である。これらは監督ヨン・ファンの交友関係の広さを証明した。
- 大女優ブリジット・リンがノン・クレジットでナレーションを担当。
- 大御所歌手ジョー・ジュニアが出演。
- 香港映画音楽の巨匠ジェームズ・クォンが出演。
- サムの父母役の名優ケネス・ツァンとチャオ・チャオは実際の夫婦。
- コメディー映画の大御所張達明（チョン・ダッミン）が出演。
- 助監督林文才がシンディ役で出演。

紅一点の女優スー・チーに対して、主役4人には異色の顔ぶれが揃えられた。
- ダニエル・ウーは香港のアクション・スター。当時広東語が話せない帰国子女だった。
- スティーヴン・フォンは香港の人気デュオDryのメンバー。
- ジェイソン・ツァンは、音楽プロデューサー、DJ（ラジオMC）、ウェイク・ボーダー、ウェイク・スケーター。
- テレンス・インは、香港のアクション・スター。

また本作は、意図的に香港の観光名所が随所にちりばめられており、観光で訪れた人がロケ地巡りを兼ねて香港の名所を一巡りできるようになっている。

## ストーリー
美少年ジェットは、ゲイを相手に売春する売れっ子ジゴロ。彼は町で見かけたハンサムな青年サムにひと目で心惹かれる。後日、偶然再会したふたりは意気投合し友情を育んでいくが、恋を知らないジェットは清冽なサムが眩しく、自分の気持ちも性癖も仕事も打ち明けられない。
だがサムにも、ジェットには言えない過去があった。現在は警官になっているサムは、かつて会社員時代に尽くしてくれた恋人アチンを裏切り、K.S.という歌手の卵に貢ぐために売春まがいの行為までさせていた。両親に将来を嘱望されたサムもまた、同性愛者である自分を隠し、周囲を欺いて暮らす生き方に苦しんでいた。
ある日、ジェットを送ってきたサムは、たまたまジェットと同居していた元恋人のアチンと鉢合せ。一瞬でふたりは互いの性癖を発見することになる。サムの自宅で愛を確かめ合うふたりだが、そこへ折り悪くサムの父親が帰宅し・・・。

## キャスト
- スティーヴン・フォン （ジェット）
- ダニエル・ウー （サム／ファイ）
- ジェイソン・ツァン （アチン）
- スー・チー （カナ）
- テレンス・イン （K.S.）
- ケネス・ツァン （サムの父）
- チャオ・チャオ （サムの母）
- ジェームズ・ウォン （J.P.）
- ジョー・ジュニア （グッチ）
- マイケル・ラム （アチンの客）
- ブリジット・リン （ナレーター）

## スタッフ
- 制作： 花生映社有限公司
- 監督・脚本： 楊凡 （ヨンファン）
- 音楽： 鮑比達 （クリス・バビダ）
- 主題歌： 「答案」

作詞： 姚謙
作曲： 鮑比達
歌： 李玟 （ココ・リー）